# أحمد الأخرس
أحمد الأخرس (04 مارس 1993 - )، شاعر أردني شاب، تعود أصوله إلى قرية سيلة الظهر في محافظة جنين في فلسطين، يعتبر من الأسماء العربية الشابة البارزة حالياً في حركة الشعر العربي المعاصر. ارتبط شعره بثلاثة عناصر رئيسية في البحث الوجودي عن الهوية هي: اللاهوت والأنثى والوطن.

## حياته
ولد في دبي عام 1993م لعائلة متوسطة، نشأ في كنف أمه مع إخوته الخمسة؛ حيث كان لغياب أبيه عن حياتهم أثر كبير في تكوين شخصيته. برز حبه للغة العربية وفنونها من الشعر والخطابة منذ طفولته، وكان متأثراً بتجربة أخيه الأكبر محمود في كتابة الخواطر، فبدأ بتعلم فنون الكتابة منذ سن العاشرة حتى بلوغه سن المراهقة حين كتب قصيدته الموزونة الأولى في عمر الرابعة عشر في أبريل 2007م. ثم التحق بالجامعة الأميركية في الشارقة عام 2011م وحصل على درجة البكالوريوس في تخصص الهندسة الميكانيكية عام 2016م.

## سيرته الأدبية
بدأ اسم أحمد الأخرس يبرز في الساحة الثقافية العربية في دولة الإمارات من خلال مشاركته في الأمسيات الشعرية عام 2010م في بيت الشعرالتابع لدائرة الثقافة في حكومة الشارقة، وفي معرض الشارقة الدولي للكتاب في نفس العام. بعد ذلك، قدم تجربته الشعرية للجمهور العربي عبر تلفزيون أبوظبي في مسابقة أمير الشعراء في موسمها الخامس عام 2013، حيث كان أصغر المشاركين من بين جميع الشعراء عن عمر العشرين. لفت وقتها اهتمام الجمهور من خلال مشاركته الأولى في مرحلة العشرين شاعراً بقصيدة (الماشطة) التي عبر فيها عن معاناة الأم الفلسطينية خاصةً والعربية عامةً في التضحية والثبات. وفي عام 2017م، مثل الأردن بمشاركته في جائزة كتارا لشاعر الرسول في الدوحة في قطر ووصوله إلى المراكز الخمسة الأولى بقصيدته (باب لغار النبي).
حاز على جائزة أفرابيا للشباب العربي والأفريقي في دورتها الثالثة عام 2017م. كذلك حصل على جائزة ناجي نعمان العالمية للإبداع في نفس العام.

## مؤلفاته
1. شجر الملامح - مجموعة شعرية (الطبعة الأولى). الشارقة الإمارات: دائرة الثقافة لعام 2017م.
2. دو ري مي - مجموعة شعرية (الطبعة الأولى). عمان الأردن: الآن ناشرون وموزعون لعام 2020م.

## روابط خارجية
1. ↑  الرأي، عمّان- (1 يناير 2020). "(دو ري مي) للشاعر أحمد الأخرس.. إعادة تشكيل الحياة بالموسيقى". Alrai. مؤرشف من الأصل في 2020-01-01. اطلع عليه بتاريخ 2020-07-06.
2. ↑  الأخرس، أحمد. "موقع القصيدة.كوم - صفحة الشاعر أحمد الأخرس". alqasidah.com. مؤرشف من الأصل في 2020-07-06.
3. ↑  "يوتيوب: القناة الرسمية للشاعر أحمد الأخرس". YouTube. مؤرشف من الأصل في 2020-07-06.
4. ↑  Al Akhras، Ahmad (29 سبتمبر 2016). "Portrait of a Nation: The engineer with a passion for the written word". https://www.thenational.ae/. The National Newspaper. مؤرشف من الأصل في 2020-07-06. {{استشهاد ويب}}: روابط خارجية في |موقع= (مساعدة)
5. 1 2  "قصيدة الماشطة - أحمد الأخرس (مسابقة أمير الشعراء، الموسم الخامس 2013م)". YouTube. مؤرشف من الأصل في 2020-07-06.
6. ↑  "مجلة شاعر المليون" (PDF). أكاديمية الشعر في أبوظبي. أبوظبي، الإمارات العربية المتحدة ع. 161. مؤرشف من الأصل (PDF) في 6 يوليو 2020. اطلع عليه بتاريخ يونيو 2020. {{استشهاد بدورية محكمة}}: تحقق من التاريخ في: |تاريخ الوصول= (مساعدة)
7. ↑  الأخرس، أحمد. "قصيدة (باب لغار النبي) - أحمد الأخرس". مؤسسة الحي الثقافي كتارا. مؤرشف من الأصل في 2019-10-25.
8. ↑  "بعد فوزه بجائزة أفرابيا أحمد الأخرس للوكالة: هذه هي البداية فقط". 27 نوفمبر 2017. مؤرشف من الأصل في 2020-07-06.
9. ↑  "جوائز ناجي نعمان الأدبيَّة لعام 2017 تتوِّجُ اثنين وخمسين فائزًا جديدًا". 01 يونيو 2017. مؤرشف من الأصل في 2020-06-01.

1. مجلة شاعر المليون، العدد 161 - يونيو 2020م، صفحة 54.
2. يوتيوب: القناة الرسمية للشاعر أحمد الأخرس
3. موقع القصيدة.كوم - صفحة الشاعر أحمد الأخرس.
4. الأخرس، أحمد (2017). شجر الملامح (الطبعة الأولى). الشارقة الإمارات: دائرة الثقافة. ISBN 9789948097853.
5. الأخرس، أحمد (2020). دو ري مي (الطبعة الأولى). عمان الأردن: الآن ناشرون وموزعون. ISBN 97899231855.
6. مسابقة أمير الشعراء، الموسم الخامس 2013م، الحلقة الثالثة.
7. صحيفة الرأي: "(دو ري مي) للشاعر أحمد الأخرس.. إعادة تشكيل الحياة بالموسيقى"
8. تلفزيون الشارقة، برنامج واحة الشعر- حلقة الشاعر أحمد الأخرس، 3 أكتوبر 2016م.
9. تلفزيون الفجيرة، برنامج سبعة على سبعة - حلقة 690، 7 يونيو 2020م.
10. The National News Paper: "Portrait of a Nation: The engineer with a passion for the written word"